# Matija Kavčič
Matija Kavčič (Lubiana, 11 luglio 1997) è un calciatore sloveno, difensore dello Stal Mielec in prestito dal Celje.

## Carriera

### Club
Cresciuto nel settore giovanile del Gorica, il 18 luglio 2016 firma il primo contratto professionistico con il club sloveno, disputando poi le prime stagioni da professionista in prestito al Brda. Nel 2018 fa ritorno al Gorica, con cui resta per tre anni; il 14 giugno 2021 viene tesserato dal Bravo, con cui firma un biennale con opzione.
Il 28 giugno 2024, dopo essersi messo in mostra come miglior assist-man del campionato, passa a parametro zero al Celje, con cui si lega fino al 2027.

### Nazionale
Ha giocato nella nazionale slovena Under-19.

## Statistiche

### Presenze e reti nei club
Statistiche aggiornate al 15 marzo 2025.
| Stagione        | Squadra         | Campionato      | Campionato | Campionato | Coppe nazionali | Coppe nazionali | Coppe nazionali | Coppe continentali | Coppe continentali | Coppe continentali | Altre coppe | Altre coppe | Altre coppe | Totale | Totale |
| Stagione        | Squadra         | Comp            | Pres       | Reti       | Comp            | Pres            | Reti            | Comp               | Pres               | Reti               | Comp        | Pres        | Reti        | Pres   | Reti   |
| --------------- | --------------- | --------------- | ---------- | ---------- | --------------- | --------------- | --------------- | ------------------ | ------------------ | ------------------ | ----------- | ----------- | ----------- | ------ | ------ |
| 2016-2017       | Brda            | 2.SNL           | 24         | 0          | CS              | 1               | 0               | -                  | -                  | -                  | -           | -           | -           | 25     | 0      |
| 2017-2018       | Brda            | 2.SNL           | 27         | 4          | CS              | 1               | 0               | -                  | -                  | -                  | -           | -           | -           | 28     | 4      |
| Totale Brda     | Totale Brda     | Totale Brda     | 51         | 4          |                 | 2               | 0               |                    | -                  | -                  |             | -           | -           | 53     | 4      |
| 2018-2019       | Gorica          | 1.SNL           | 20+1       | 2          | CS              | 3               | 1               | -                  | -                  | -                  | -           | -           | -           | 24     | 3      |
| 2019-2020       | Gorica          | 2.SNL           | 19+2       | 0          | CS              | 1               | 0               | -                  | -                  | -                  | -           | -           | -           | 22     | 0      |
| 2020-2021       | Gorica          | 1.SNL           | 29         | 1          | CS              | 0               | 0               | -                  | -                  | -                  | -           | -           | -           | 29     | 1      |
| Totale Gorica   | Totale Gorica   | Totale Gorica   | 68+3       | 3          |                 | 4               | 1               |                    | -                  | -                  |             | -           | -           | 75     | 4      |
| 2021-2022       | Bravo           | 1.SNL           | 28         | 2          | CS              | 4               | 0               | -                  | -                  | -                  | -           | -           | -           | 32     | 2      |
| 2022-2023       | Bravo           | 1.SNL           | 36         | 0          | CS              | 1               | 0               | -                  | -                  | -                  | -           | -           | -           | 37     | 0      |
| 2023-2024       | Bravo           | 1.SNL           | 34         | 0          | CS              | 1               | 1               | -                  | -                  | -                  | -           | -           | -           | 35     | 1      |
| Totale Bravo    | Totale Bravo    | Totale Bravo    | 98         | 2          |                 | 6               | 1               |                    | -                  | -                  |             | -           | -           | 104    | 3      |
| 2024-2025       | Celje           | 1.SNL           | 13         | 0          | CS              | 2               | 0               | UCL+UEL+UCoL       | 2+2+1              | 0                  | -           | -           | -           | 20     | 0      |
| Totale carriera | Totale carriera | Totale carriera | 230+3      | 9          |                 | 14              | 2               |                    | 5                  | 0                  |             | -           | -           | 252    | 11     |

## Palmarès

### Club

#### Competizioni nazionali
- Coppa di Slovenia: 1

Celje: 2024-2025